# Leslie T. Peacocke
Leslie T. Peacocke, nato Leslie Tufnell Peacocke (Bangalore, 9 marzo 1869 – New York, 5 marzo 1941), è stato uno sceneggiatore, regista e attore statunitense del cinema muto.
Era conosciuto anche sotto il nome di Captain Leslie T. Peacock.

## Biografia
Nato in India, a Bangalore, Peacock lavorò nel cinema soprattutto come sceneggiatore, ma nella sua filmografia si contano anche diciannove regie e una decina di apparizioni sullo schermo in veste di attore. Lavorò per la Victor Film Company, la compagnia di produzione fondata dall'attrice Florence Lawrence (uno dei nomi più noti del cinema muto dell'epoca) e da suo marito Harry Solter, con cui collaborò numerose volte. Altri registi per i cui film scrisse sovente le sue sceneggiature furono George E. Middleton e la coppia formata dagli attori Eddie Lyons e Lee Moran.
Nel 1913, Peacock recitò in His Neighbor's Wife, un film diretto da Edwin S. Porter che resta anche l'unica apparizione sullo schermo della celebre attrice Lillie Langtry.
Il nome di Peacocke appare, nelle vesti di attore, anche nel cast di A Comedy of Women, una commedia che debuttò a Broadway il 13 settembre 1929.
Morì a New York all'età di 71 anni il 5 marzo 1941.

## Filmografia

### Sceneggiatore
- The Wonderful Eye, regia di Mack Sennett (1911)
- Jealous George, regia di Otis Turner - cortometraggio (1911)
- The Second Honeymoon, regia di Van Dyke Brooke (1911)
- Nothing Shall Be Hidden, regia di Harry A. Pollard (1912)
- The Bachelor Girls' Club, regia di Leslie T. Peacocke (1912)
- The Closed Door, regia di Harry Solter - cortometraggio (1913)
- The Girl and the Tiger, regia di Henry MacRae
- The Surf Maidens, regia di Leslie T. Peacocke (1913)
- A Girl and Her Money, regia di Harry Solter (1913)
- The False Bride, regia di Harry Solter (1914)
- A Mexico Mix, regia di Allen Curtis (1914)
- Because She Loved Him - cortometraggio (1914)
- Neptune's Daughter, regia di Herbert Brenon (1914)
- The Derelict and the Man, regia di Leslie T. Peacocke (1914)
- The Tale of a Lonesome Dog, regia di Leslie T. Peacocke - cortometraggio (1914)
- Salvation Nell, regia di George E. Middleton (1915)
- Love's Pilgrimage to America, regia di Lawrence Marston (1916)
- Unwritten Law, regia di George E. Middleton (1916)
- The Limousine Mystery, regia di Lucius Henderson (1916)
- Help!, regia di Sidney Drew (1916)
- The Woman Who Dared, regia di George E. Middleton (1916)
- Oh! You Honeymoon!, regia di Leslie T. Peacocke (1916)
- I'm Your Husband, regia di Leslie T. Peacocke (1916)
- It's Great to Be Married, regia di Leslie T. Peacocke - cortometraggio (1916)
- Putting One Over on Ignatz, regia di Leslie T. Peacocke - cortometraggio (1917)
- The Honeymoon Surprise, regia di Leslie T. Peacocke - cortometraggio (1917)
- The Hero of Bunko Hill, regia di Leslie T. Peacocke - cortometraggio (1917)
- Good Morning Nurse, regia di Allen Curtis - cortometraggio (1917)
- The High Cost of Starving, regia di Leslie T. Peacocke - cortometraggio (1917)
- Avarice, regia di E. Magnus Ingleton e Leslie T. Peacocke (1917)
- Mentioned in Confidence, regia di Edgar Jones (1917)
- The Alien Blood, regia di Burton George (1917)
- It Happened in Room 7, regia di Leslie T. Peacocke (1917)
- The Checkmate, regia di Sherwood MacDonald (1917)
- The Untamed, regia di Lucius Henderson (1917)
- The Clean Gun, regia di Harry Harvey (1917)
- Brand's Daughter, regia di Harry Harvey (1917)
- Innocence, regia di Norval MacGregor (1917)
- Face on the Screen, regia di Harry Solter (1917)
- A Pigskin Hero, regia di Eddie Lyons, Lee Moran (1918)
- Mum's the Word, regia di Eddie Lyons e Lee Moran (1918)
- A Ripping Time, regia di Eddie Lyons, Lee Moran (1918)
- The Knockout, regia di Eddie Lyons, Lee Moran (1918)
- Berth Control, regia di Eddie Lyons, Lee Moran (1918)
- Shot in the Dumbwaiter, regia di Eddie Lyons, Lee Moran (1918)
- The Vamp Cure, regia di Eddie Lyons, Lee Moran (1918)
- Repeating the Honeymoon, regia di Leslie T. Peacocke (1918)
- Whatever the Cost, regia di Robert Ensminger (1918)
- O, It's Great to Be Crazy, regia di Leslie T. Peacocke (1918)
- Heart of Juanita, regia di George E. Middleton (1919)
- Neptune's Bride, regia di Leslie T. Peacocke (1920)
- Reformation, regia di Leslie T. Peacocke (1920)

### Regista
- The Bachelor Girls' Club (1913)
- The Surf Maidens (1913)
- The Derelict and the Man (1914)
- The Tale of a Lonesome Dog - cortometraggio (1914)
- Oh! You Honeymoon! (1916)
- I'm Your Husband (1916)
- It's Great to Be Married - cortometraggio (1916)
- Putting One Over on Ignatz - cortometraggio (1917)
- The Honeymoon Surprise (1917)
- The Hero of Bunko Hill - cortometraggio (1917)
- The High Cost of Starving (1917)
- Avarice, co-regia di E. Magnus Ingleton (1917) - cortometraggio (1917)
- It Happened in Room 7 (1917)
- Repeating the Honeymoon (1918)
- O, It's Great to Be Crazy (1918)
- Neptune's Bride (1920)
- Reformation (1920)
- The Midnight Flower
- The Wheel of Fortune

### Attore
- United at Gettysburg, regia di Frank Smith (1913)
- His Neighbor's Wife, regia di Edwin S. Porter (1913)
- The Woman Who Dared, regia di George E. Middleton (1916)
- Betty Be Good, regia di Sherwood MacDonald (1917)
- Bab the Fixer, regia di Sherwood MacDonald (1917)
- The Belles of Liberty
- Shadows of Suspicion
- Angel Child
- The Vanishing Dagger
- Black Beauty, regia di David Smith (1921)

## Spettacoli teatrali
- A Comedy of Women, di Leo De Valery (Broadway, 13 settembre 1929)